# Pseudophryne robinsoni
Pseudophryne robinsoni es una especie de anfibio anuro de la familia Myobatrachidae.

## Distribución geográfica
Esta especie es endémica del noroeste de Australia Meridional.

## Descripción
La especie alcanza una longitud de 24-27 mm (machos) y 25-29 mm (hembras). Posee un cuerpo verrugoso de color marrón claro, pardo o gris, con manchas oscuras, y con manchas marrón naranja pálido en los brazos superiores.

## Etimología
Esta especie lleva el nombre en honor a Anthony C. Robinson.

## Publicación original
- Donnellan, Mahony & Bertozzi, 2012 : A new species of Pseudophryne (Anura: Myobatrachidae) from the central Australian ranges. Zootaxa, n.º 3476, p. 69-85.[5]